# Turnul Diavolului

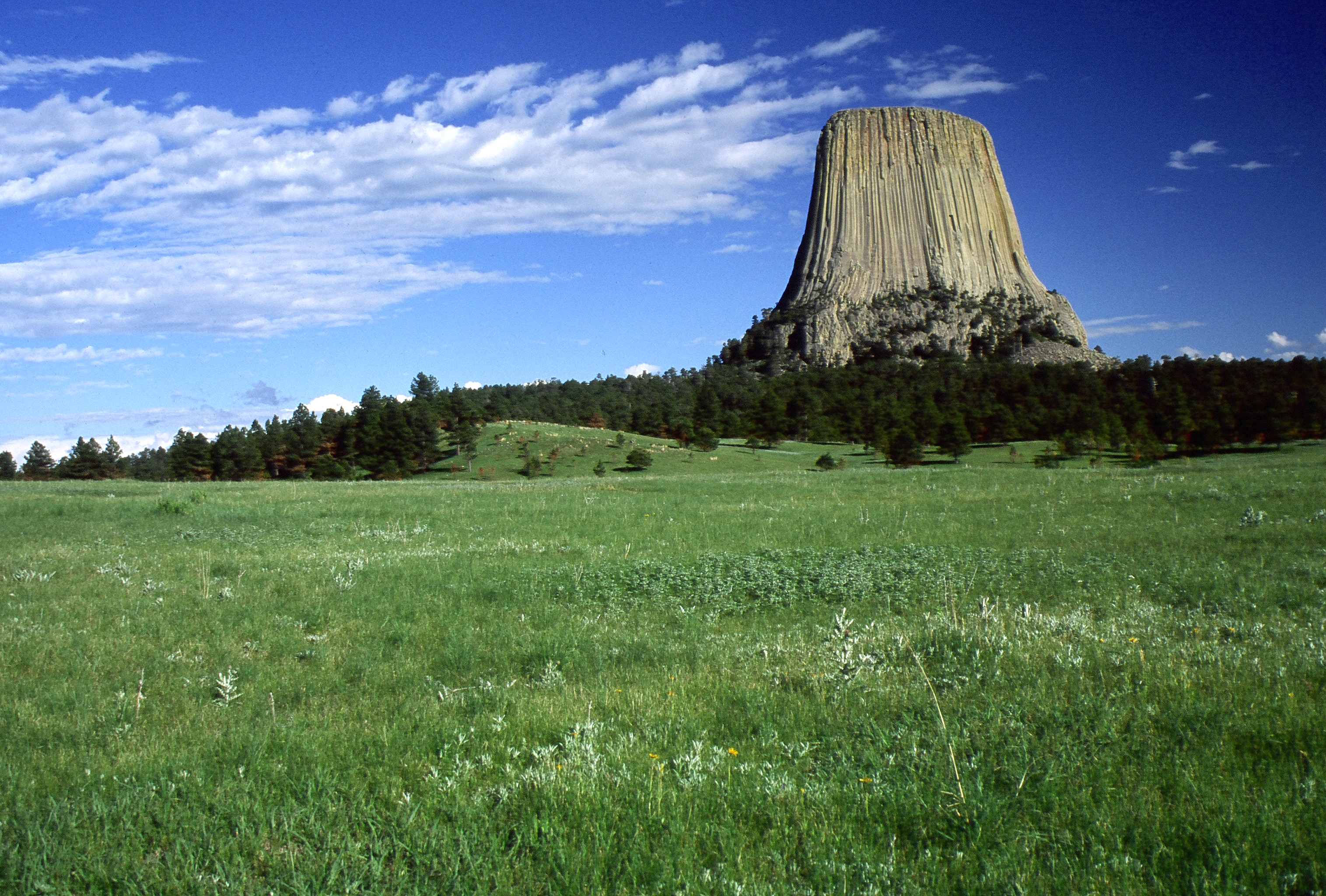
Devils Tower

Turnul Diavolului (în engleză Devils Tower) este un lacolit de 386 m înălțime (cu altitudinea maximă de 1.559 m), aflat în comitatul Crook, statul Wyoming, SUA. Cândva era un vulcan activ, având în miezul sau un horn prin care  ieșea lava din bazalt.Cu mii de ani în urma, când erupțiile au încetat, lava s-a întărit în horn.Ulterior, vântul si apa din ploi au erodat puțin câte putin vulcanul din care a rămas doar lava solida din horn, formând un turn cu pereții striați. A fost declarat monument național în 1906, de către președintele Theodore Roosevelt, muntele fiind primul loc de pe teritoriul țării care a primit această titulatură.